# Ubu Król (film 2003)
Ubu Król – polski komediodramat, baśń filmowa z 2003 roku w reżyserii Piotra Szulkina. Adaptacja francuskiego dramatu Ubu Król czyli Polacy (1888) Alfreda Jarry’ego. W rolach głównych wystąpili Jan Peszek (jako Ubu) i Katarzyna Figura (Ubica).
Zdjęcia do filmu realizowano od 27 maja do 27 czerwca 2003 roku w Warszawie. Film miał swoją premierę we wrześniu 2003 na FPFF w Gdyni.

## Obsada aktorska
- Jan Peszek – Ubu
- Katarzyna Figura – Ubica
- Marek Siudym – Michał Fiodorowicz
- Jerzy Trela – car Aleksy
- Maria Pakulnis – ambasador Niemiec
- Leon Niemczyk – ambasador zza oceanu
- Marcin Troński – ambasador Anglii
- Jan Kociniak – ambasador Francji
- Olgierd Łukaszewicz – Bandior
- Wojciech Siemion – pseudonaukowiec
- Magdalena Gnatowska – córka Stanislasa
- Krzysztof Kowalewski – Pissedoux, członek świty królewskiej
- Maria Peszek – żołnierz
- Marek Walczewski – generał
- Włodzimierz Musiał

## Fabuła
Ubu, schlebiając szumowinom i podlizując się ludziom wpływowym, w krwawy sposób przejmuje władzę w państwie pod hasłami walki o wolność i demokrację. Jego głupie i okrutne rządy podporządkowane są tylko jednemu celowi – nabiciu własnej kiesy. Wprowadzane reformy są absurdalne, obywatele biednieją, zaś skarb państwa okazuje się pusty. Ubu, otoczony pochlebcami, wzmaga terror. Podjudzony przez ambasadorów obcych mocarstw wyrusza na wojnę z rosyjskim carem. Wyprawa kończy się klęską. Car z wojskiem wkracza do stolicy, gorąco powitany przez ambasadorów i umiarkowanie przez społeczeństwo, a Ubu z żoną ucieka do Francji. Na końcu filmu wskutek przypadku korona królewska dostaje się w ręce niewidomej kwiaciarki, którą naród ogłasza królową, ku zdumieniu cara, dworu i ambasadorów. Nowa królowa postanawia proklamować republikę.

## Nagrody
2003:
- Festiwal Polskich Filmów Fabularnych w Gdyni
  - nagroda za główną rolę kobiecą – Katarzyna Figura

2005:
- Orzeł, Polska Nagroda Filmowa:
  - Najlepsze kostiumy – Magdalena Biedrzycka
- nominacje:
  - najlepszy montaż – Elżbieta Kurkowska
  - najlepszy aktor – Jan Peszek
  - najlepsza aktorka – Katarzyna Figura